# 南昌无轨电车
南昌无轨电车是指由南昌市使用无轨电车车辆的城市公共交通线路，由南昌公共交通总公司旗下已被撤销的电车分公司运行。于1971年7月1日开通并于2009年6月20日结束电车服务，共运营了37年11月20日。

## 历史
- 1971年7月1日，1路无轨电车线路开通；投入运行的是“上海”牌SKD660型和SKD664型无轨电车。[1]:362
- 1982年1月1日，2路公交改由无轨电车运营。[1]:363
- 1995年，2路的上海牌SK561G型无轨电车（橘红色涂装）开始陆续报废。由于当时南昌电车还未实行无人售票，南昌公交总公司从上海客车厂先后购进了一批SK562GP型铰接无轨电车以及带售票台的SK5102GP型单机无轨电车（均为深红色涂装）用于顶替SK561G型电车。
- 1997年，1路的SK561G型无轨电车（海蓝色涂装）全部报废，由新购进的SK562GP型铰接无轨电车（紫色涂装）承担运营。
- 2001年，公交总公司购置34辆申沃牌SK5115GP3型单机电车投入2路运营。由于南昌中心老城区道路狭窄、交通拥堵，故2路内、外线全部改用SK5102GP和SK5115GP3两种型号的单机电车营运。两条无轨电车线路将票价由每人每次0.5元一票制统一调整为1元一票制。同时，1路的铰接电车实行准无人售票，2路的单机电车实行无人售票；因此，公交公司对SK562GP型和SK5012GP型电车的车厢内布局做了分别适应准无人售票和无人售票的加工调整，拆除了车内的售票员工作台。
- 2001年11月15日起，由于胜利路被规划改造为步行街，2路电车改道运营，不再双向往返胜利路。其中，2路内线改道榕门路，2路外线改道子固路。改道后的站点与原公交站点并站，其他线路站点未变。[2]
- 2002年6月5日起，1路和2路电车提速运行[3]。
- 2004年9月15日，公交公司开始对2路电车进行技术改造，使车辆的集电杆能自动升降脱离架空线并使用蓄电池进行短暂运行，改造后2路内线将在八一广场短暂脱线运行[4] [5]。
- 2004年11月16日起，2路电车开始24小时不间断运营[6]。不久之后，2路电车的夜间班次（营运时间为：夏令23:10-次日4:40，冬令22:50-次日4:50）使用新路别——夜间车“302路”。302路仍使用无轨电车运营。
- 2006年1月1日，1路由原包家花园↔塘子河运行路段改为包家花园↔老福山路段，运营线路缩短了一半多。同时原来的44辆铰接式电车被淘汰并被替换成14辆单机电车运行[7]，此次变动使得1路的站点从原来的18个减少到9个[8]。由于当时1路是月票线路且南昌尚无公交免费换乘政策，电车缩线运营给沿线市民带来诸多不便，从而招致了广泛不满和批评。直到8年后的2014年，1路公交才重返八一大道，但不再走阳明路到八一桥/塘子河，而改走青山路到李家庄。
- 2006年3月，相关部门表示将购进28辆汽车来全部代替2路内线的电车，2路外线将继续使用电车[9]。
- 2006年11月12日，1路向南延伸3站，同时更换成汽车运行[10]。公交公司对包家花园↔老福山路段的双向电车架空线做了断电处理。这意味着南昌无轨电车只在2路外线（含2路区间车，火车站↔八一大道↔阳明路↔八一桥往返）运行。
- 2008年4月，南昌市公交总公司表示当前没有取消2路电车的计划。[11]
- 2009年6月20日，阳明路改造，2路改道且无轨电车全部改由柴油汽车运行，此次改造拆除了在阳明路上的架空线，但是其它马路上的架空线仍然留存。34辆无轨电车被存放于昌南客运站。[12][13]
- 2009年11月17日，阳明路改造完成，2路内、外线恢复原线路运行，但是永久取消电车运行，成为柴油汽车线路。同时，线路编码也有所改变：原2路内线改称2路，原2路外线改称22路。而一条线路使用两个编码的做法改变了很多老城区市民多年的识别习惯，增加了线路识别难度，同样招致沿线市民的批评。因此，在2012年4月30日，“2路”改回“2路内线”称呼，“22路”改回“2路外线”，原“22路长班”改称“22路”。
- 2010年1月8日，南昌市公交公司的工作人员表示该公司无权拆除市内剩余的电车架空线，而需要等上级部门的决定。[14]
- 2010年6月，1路和2路电车使用的架空线被彻底拆除。[15]

## 现状
- 1路车包家花园↔老福山仍然在运行,并从包家花园朝东南方向延伸3站到博览城市场中路，从老福山朝正北方向延伸9站到李家庄。
- 2路车运行基本和停运前相同，但是受到地铁1号线的施工影响榕门路、子固路和中山路都不再行走。
- 302路由“2路内、外线双向循环”模式环改为火车站↔八一桥往返模式。

## 线路
以下为截止到2005年底的无轨电车运行数据，之后到2009年电车全部退出运行时2路运行路线并没有变化。
| 线路            | 起讫站点          | 单程行车里数                                    |
| --------------- | ----------------- | ----------------------------------------------- |
| 1路             | 包家花园 ↔ 塘子河 | 9.2 km                                          |
| 2路/夜宵线302路 | 火车站环行        | 外线：11.1 km（8.6 km） 内线：11.3 km（8.9 km） |

- 括号内的里程排只将火车站到八一广场的距离算了一遍，另外1路缩短到包家花园↔老福山段时行车里数只有4.5 km。

## 车辆
1路电车在1971年到2005年底使用的车型为上海生产的SKD663、SK561、SK561G、SK561GF、SK562GP等型号的无轨电车，特点是为铰接式车辆前车厢有一个门后车厢有两个门，退役时这种铰接式车辆使用了35年。

## 事故
- 2002年4月5日一名1路女司机突遭电击身亡，受害人是在电车内被遭电击的[18]。
- 2003年7月27日一辆运土工程车在井冈山大道青云谱镇政府门前撞坏了一根电线杆拦导致1路中断数小时[19]。
- 2007年5月19日10时20分左右八一大道与青山路口处的电缆突然脱落导致数十辆2路电车滞留半小时左右[20]。